# 高秋福
高秋福（1939年—），男，河北定州人，中华人民共和国新闻工作者、作家、翻译家，曾任新华社副总编辑、副社长，中国非洲问题研究会名誉会长、中国中东学会副会长。